# Amateur
Een amateur (uit het Frans liefhebber) is iemand die een vaardigheid, een hobby of een ambacht op een niet-professionele basis en onbetaald uitoefent. Amateurs vindt men in de kunst, de ambachten, de sport, de wetenschap, in het amusement en in allerlei vakgebieden en bij sommige kerkgenootschappen. 
De termen amateur, amateuristisch en hobbyistisch hebben soms een negatieve connotatie, waarbij wordt gedoeld op een mogelijk mindere kwaliteit van hun werk.

## Kerkgenootschappen
Het woord liefhebber wordt in de Nederlandse geschiedenis onder andere gebruikt binnen de Nederduits Gereformeerde Kerk (Nederlandse Hervormde Kerk) in de 16e en 17e eeuw voor mensen die geen 'lidmaat' (lid van een kerkelijke gemeente) waren, maar alleen toehoorder. Zij mochten als niet-overtuigde calvinisten niet deelnemen aan het avondmaal en stonden niet onder de kerkelijke tucht die geldt binnen de calvinistische leer. Ze gingen als 'betrokken' sympathisanten wel naar de kerk, omdat ze het geloof en de kerk wel een warm hart toedroegen. Er waren meer liefhebbers dan lidmaten in de Republiek der Zeven Verenigde Nederlanden. 
Binnen onder meer de katholieke kerk worden sommige rituelen mede uitgevoerd door leken zonder kerkelijke wijding, opleiding en salariëring.